# ティタノサウルス
ティタノサウルス (Titanosaurus) は、中生代白亜紀後期のインドに生息していた竜脚類の恐竜。ティタノサウルス類の1属である。名はギリシア神話の巨神ティーターンに由来するが、竜脚類としては大型ではない。文献によってはチタノサウルス、あるいは英語式にタイタノサウルスと表記される。

## 形態
発見されたのは胴体後部の椎骨および肋骨の部分骨格のみであり、詳しい形態は判明していない。近縁の属では、体長12 - 19メートルほどで四肢は短く、背中に皮骨から構成される装甲を持っていたと推定されている。
2022年には岡山理科大学などがゴビ砂漠を調査して同類の1,000個以上もの足跡「行跡」を発見し、歩き方や姿勢の解明につながると期待されている。